# アンナ・アンカー
アンナ・アンカー（Anna Ancher、結婚前の姓 Brøndum、1859年8月18日 - 1935年4月15日）はデンマークの画家である。夫のミカエル・アンカーとともに、デンマーク最北端の町スケーエン(Skagen)に集まった画家たち、「スケーエン派」の代表的画家の一人である。

## 略歴
スケーエンで、雑貨屋、後に宿屋(Brøndums Hotel)を営む家に生まれた。スケーエン派と呼ばれる画家の中で、唯一のスケーエン生まれ、スケーエン育ちの人物である。しかし当時、女性が芸術家として活動するのは、きわめて難しいことであったがコペンハーゲンにある画家のヴィルヘルム・キューン(Vilhelm Kyhn)の作った美術学校で3年間学び、自己の画風を作り上げた。女性画家のマリー・クロイヤー(結婚前の姓 トリプケ)とともに、パリのピエール・ピュヴィス・ド・シャヴァンヌのアトリエでも学んだ。 マリー・トリプケは後に、「スケーエン派」の画家、ペーダー・セヴェリン・クロイヤーと結婚することになる。
アンナ・アンカーは1880年に、画家のミカエル・アンカーと結婚し、娘（ヘルガ）をもうけるが、結婚後も創作活動を続けた。また彼女がスケーエンに定住し、画業を務めることでより一層、芸術家の共同体を形成するに至った。1884年に夫妻はスケーエンに住居を購入した。父親（エリック・ブロンドゥム）の宿屋の食堂の壁面は、スケーエンの画家たちの作品で飾られている。第2次世界大戦後、それらの作品はスケーエン美術館(Skagens Museum)へ移設され、美術館にはその食堂が再現された。
ミカエルとアンナのアンカー夫妻の肖像はデンマークで1998年から発行された1000クローネ紙幣（2004年に改変された紙幣にも）の図柄に採用された。これはペーダー・セヴェリン・クロイヤーが1884年に描いた絵がもとになっている。

## アンナ・アンカーの作品

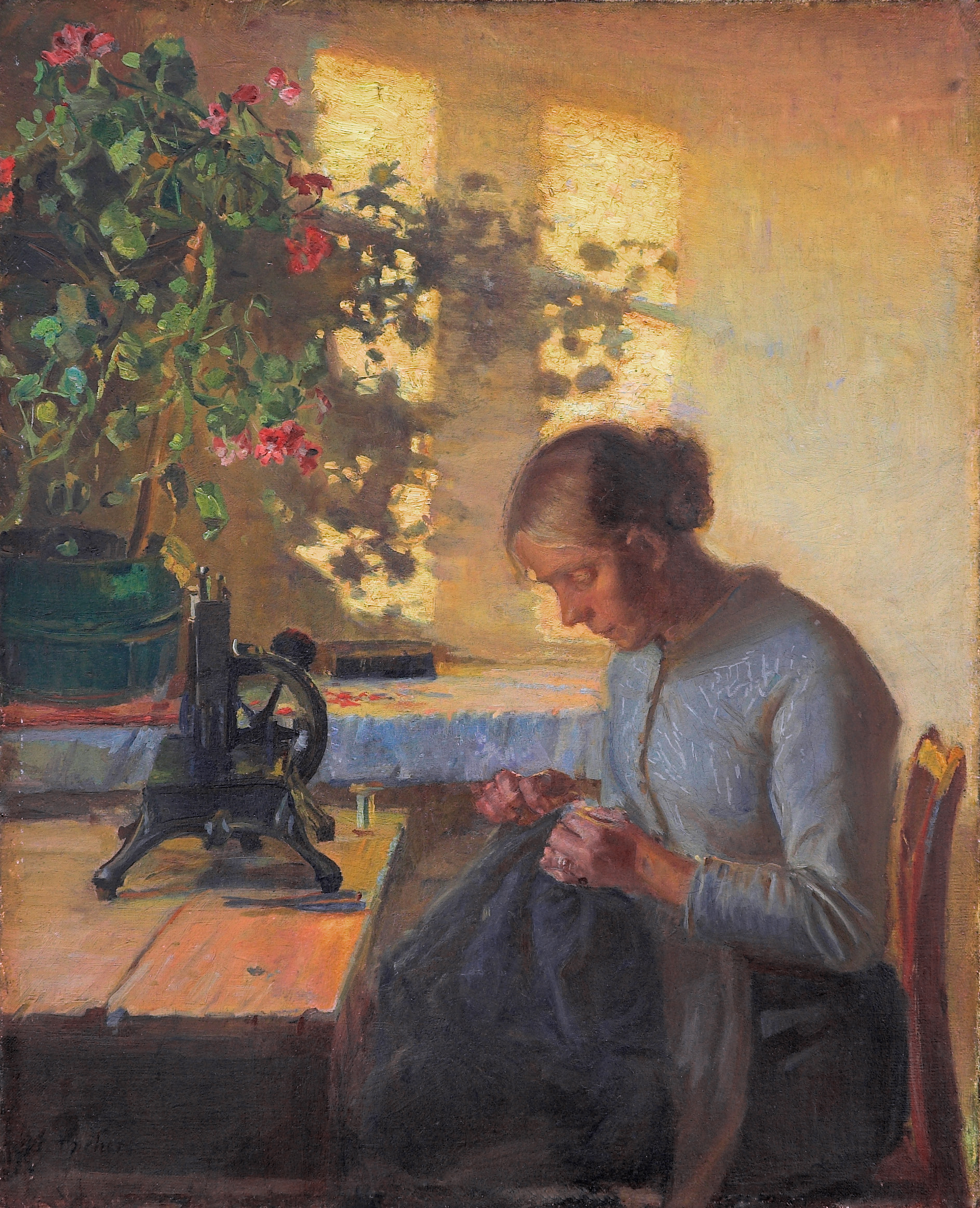
『猟師の娘』　1890年
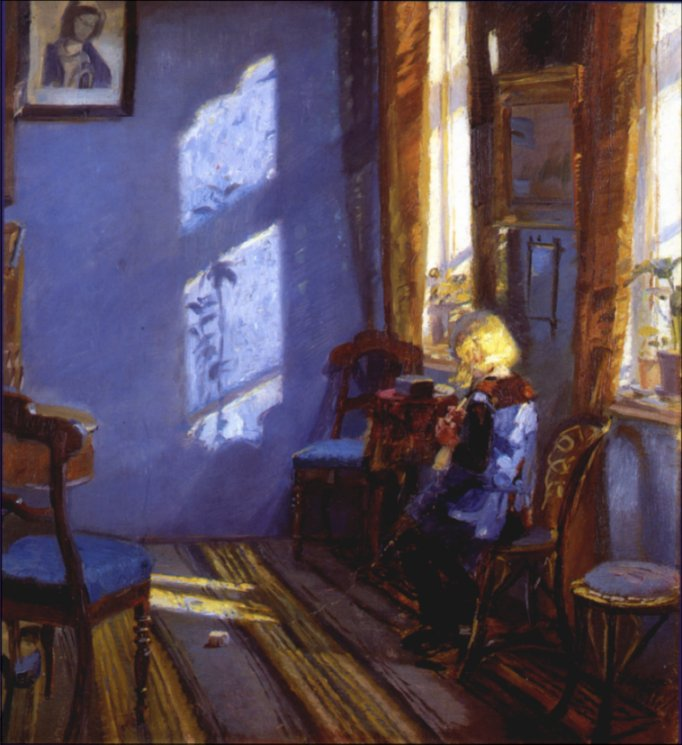
『青いラウンジと陽光』　1891年
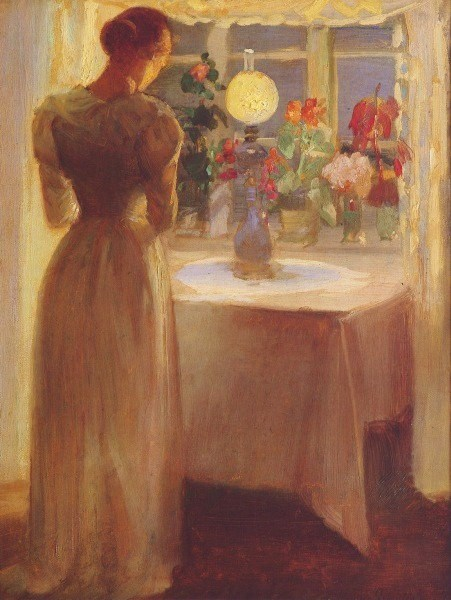
［明かりのあるランプの前の少女］1887年
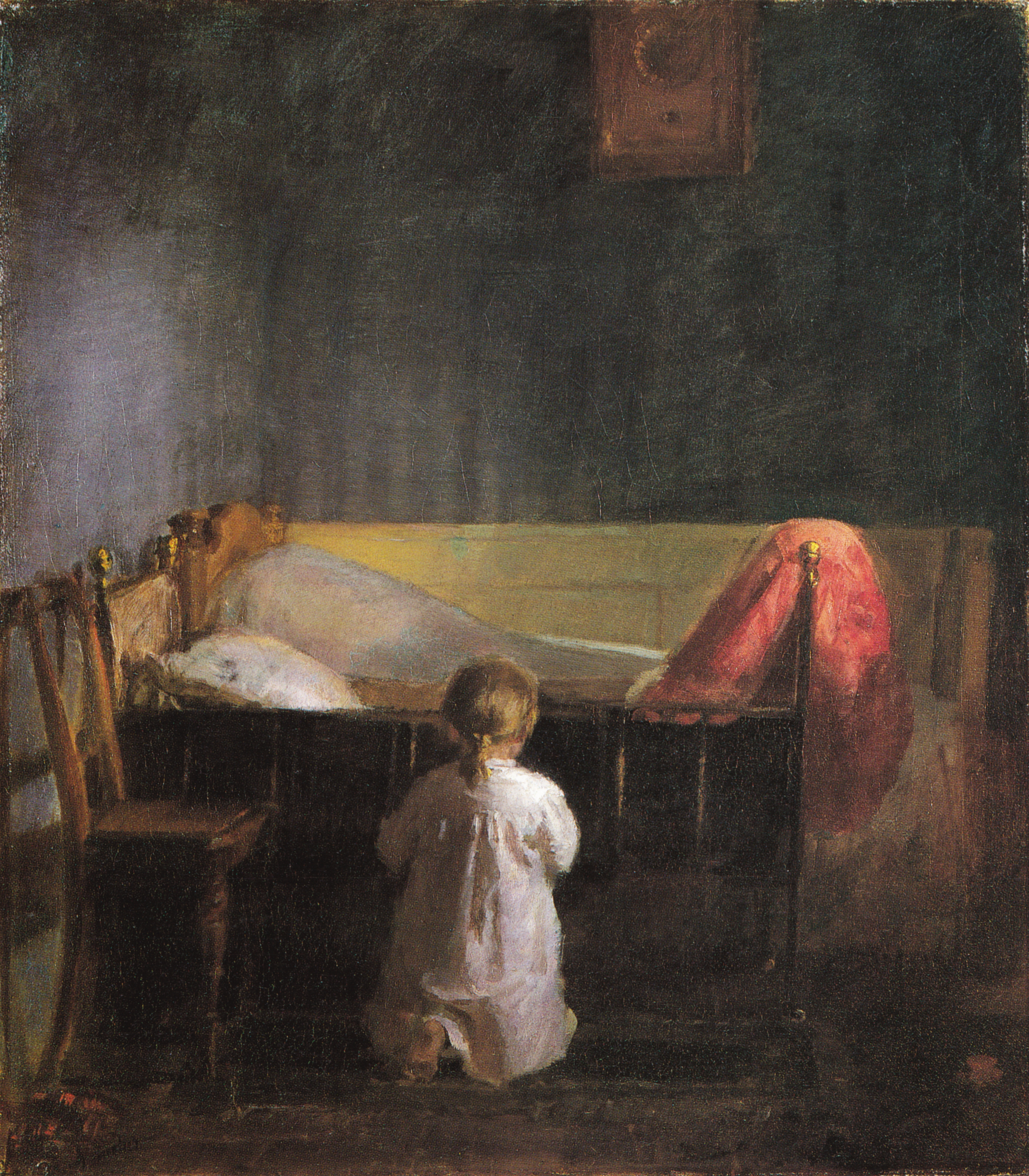
［夜の祈り］1888年
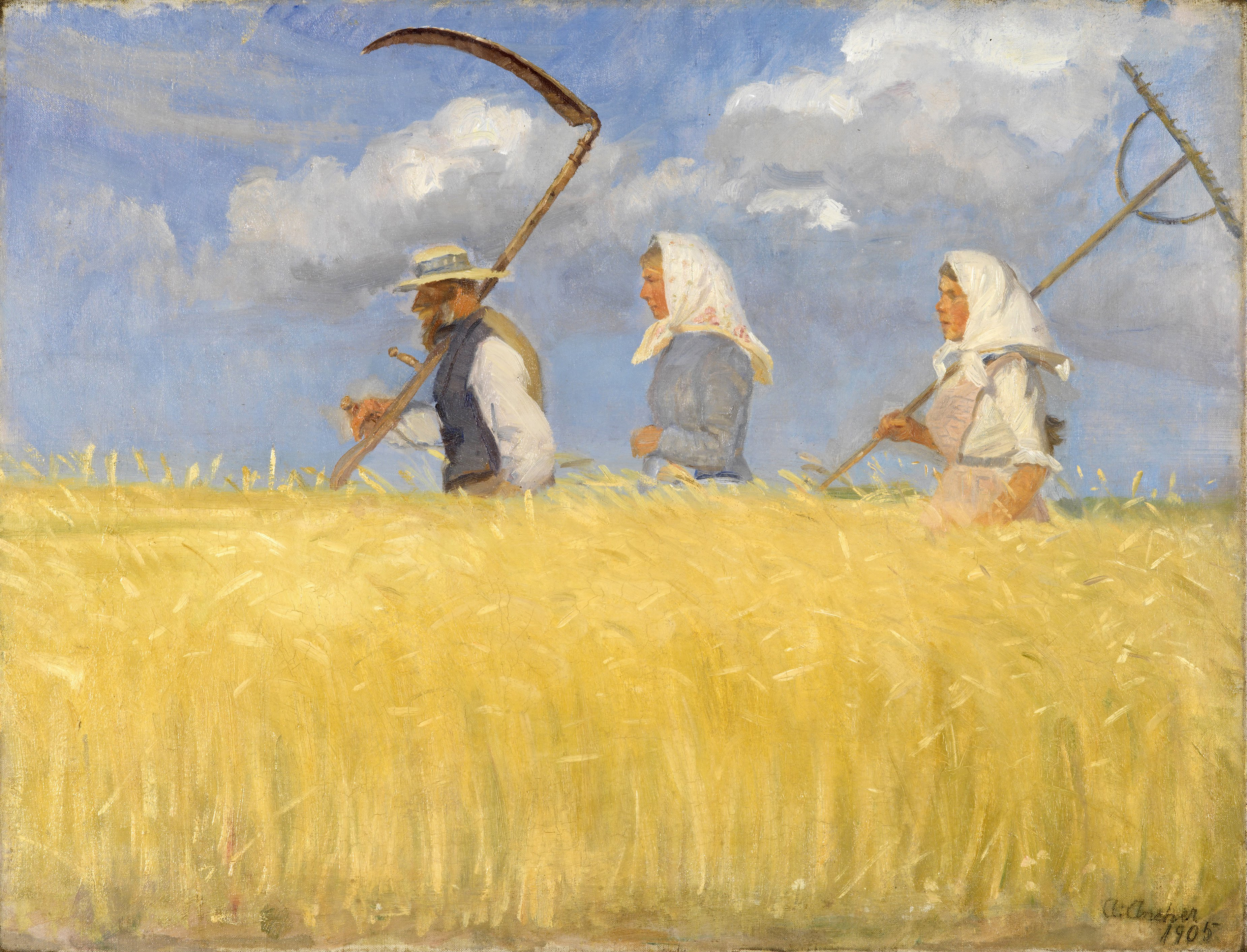
『収穫』　1905年
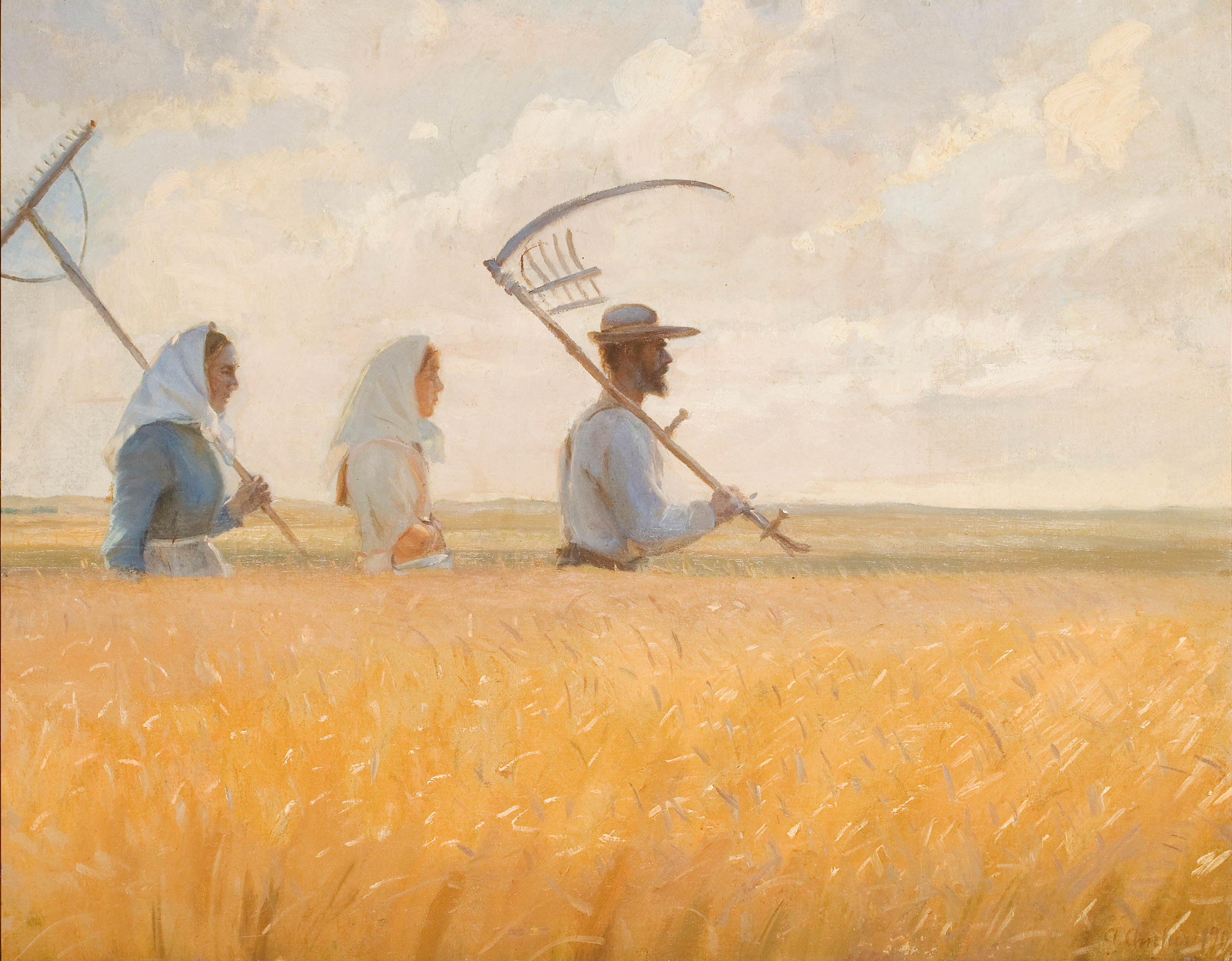
［収穫］1901年
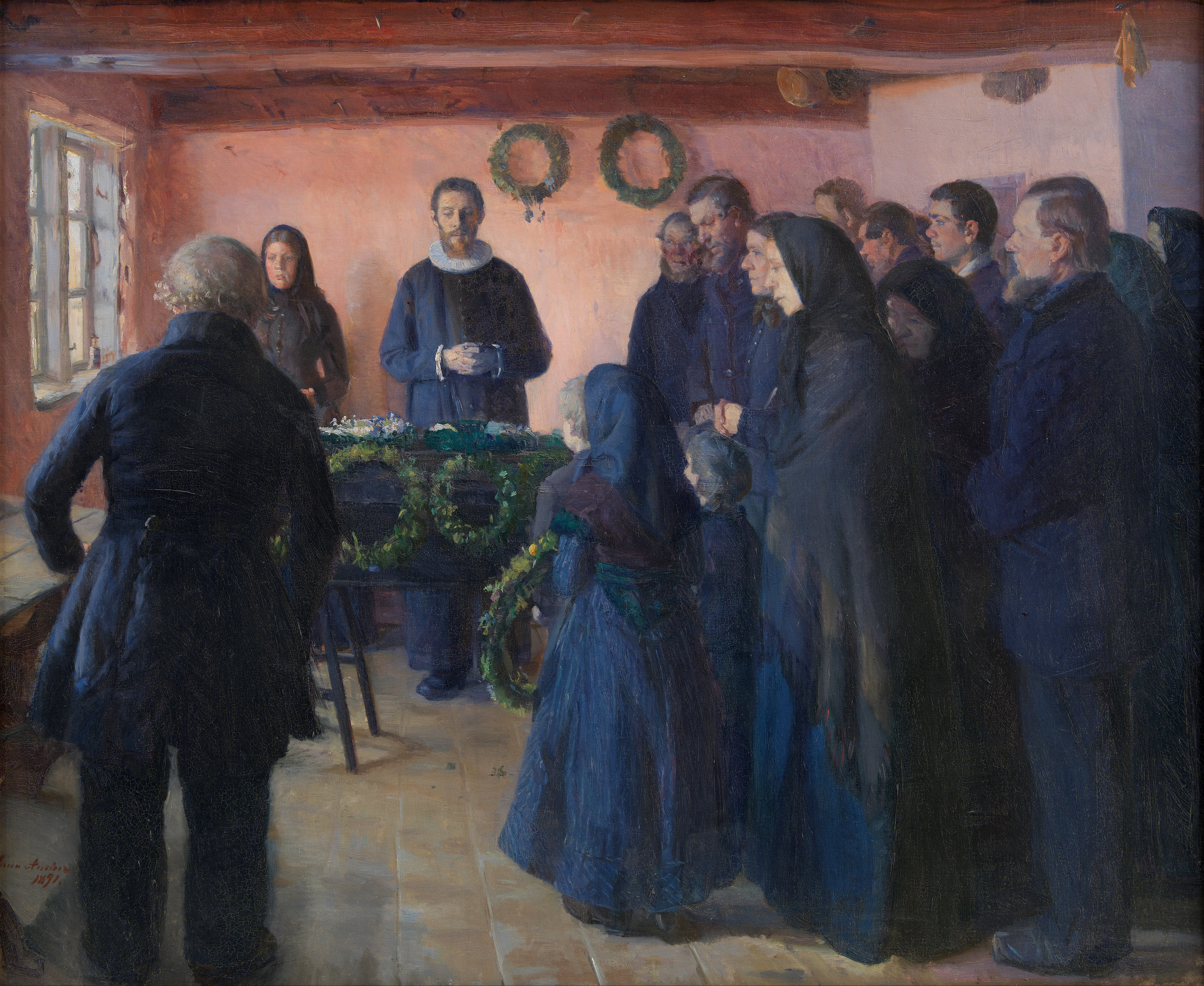
『葬儀』　1891年
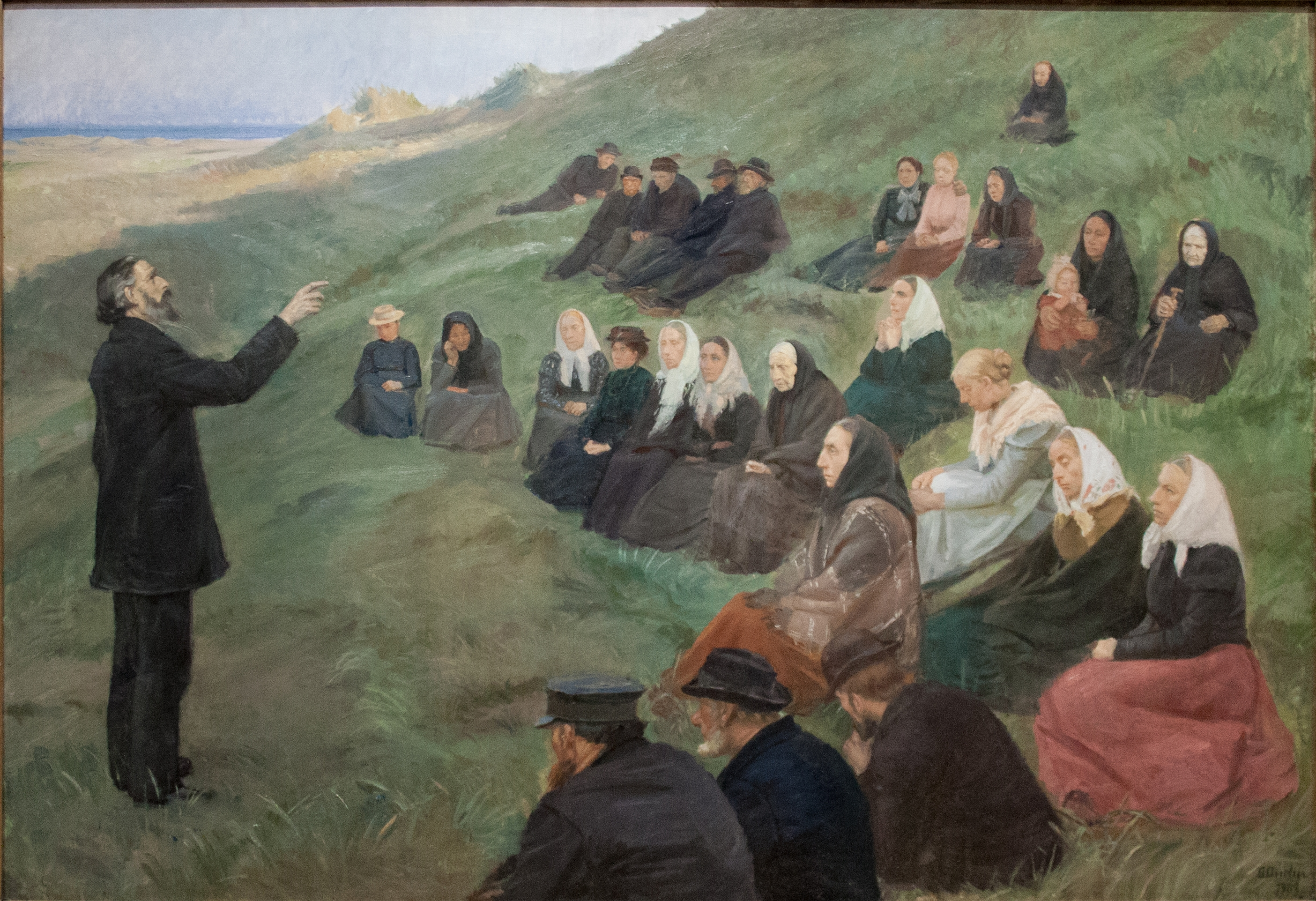
［戸外の説教］1903年
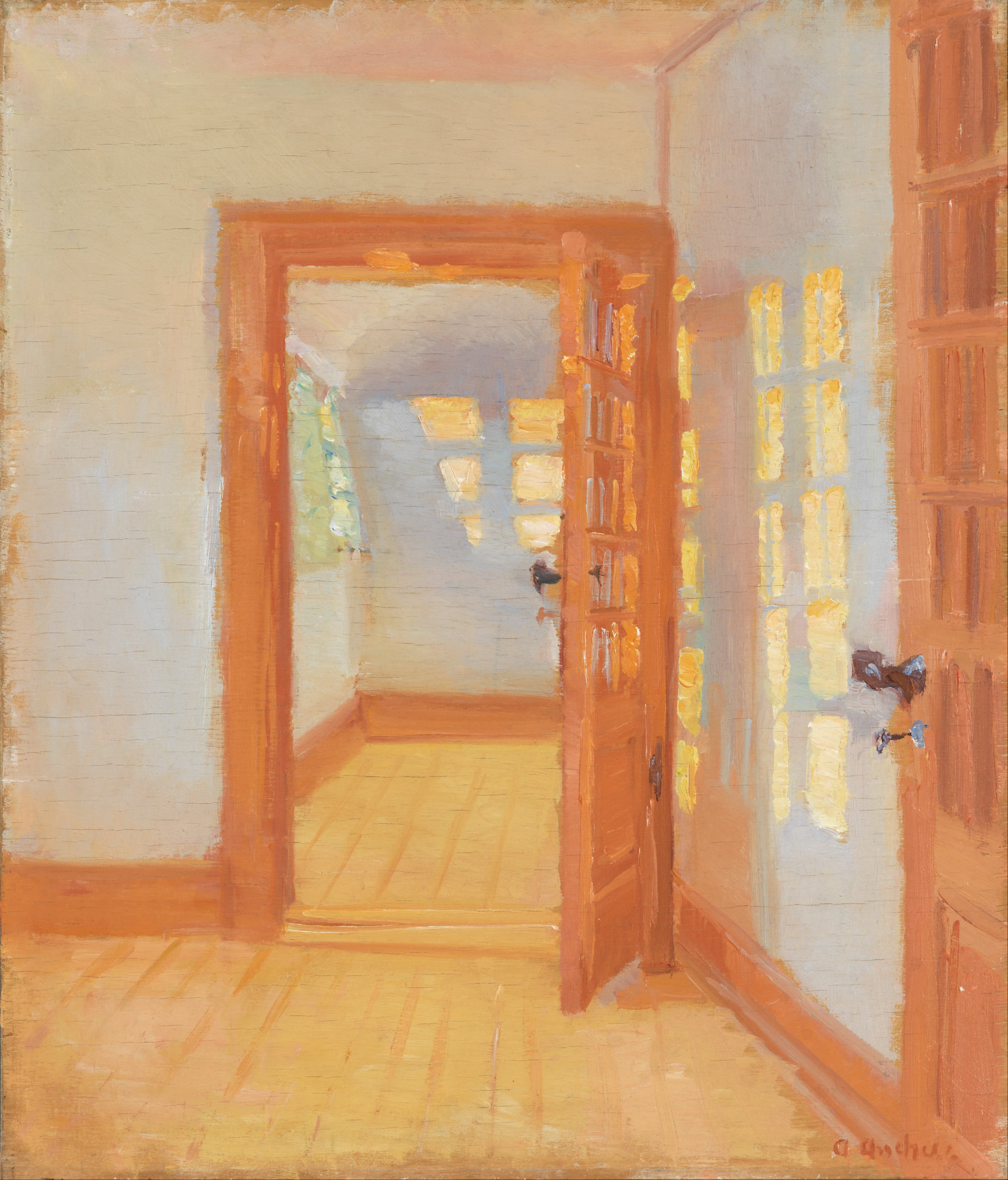
［家のインテリア］1918年
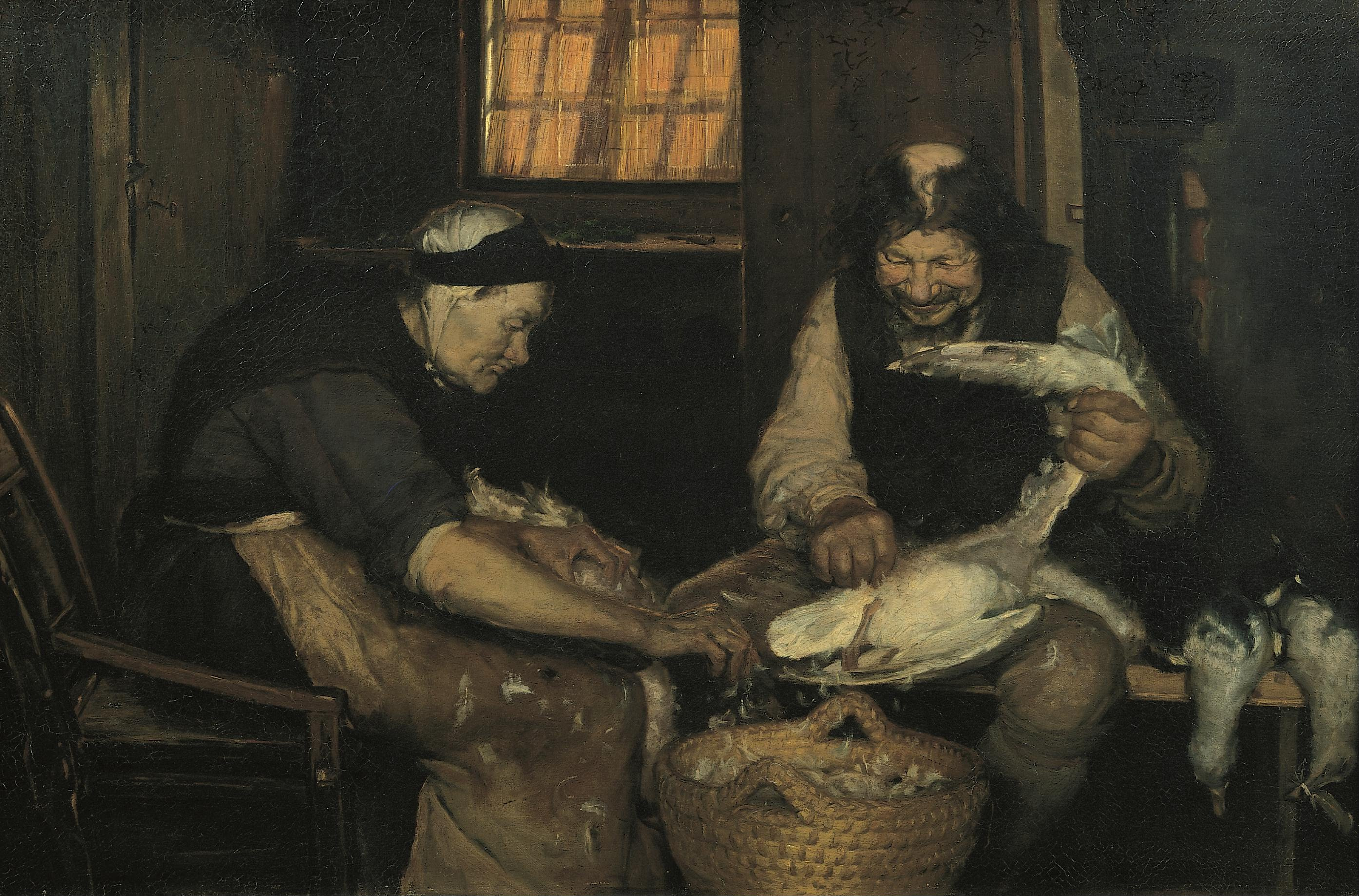
［鴎の羽を毟り取る老いた夫婦、 ラース・ガイヘードと老いたレネ］1883年
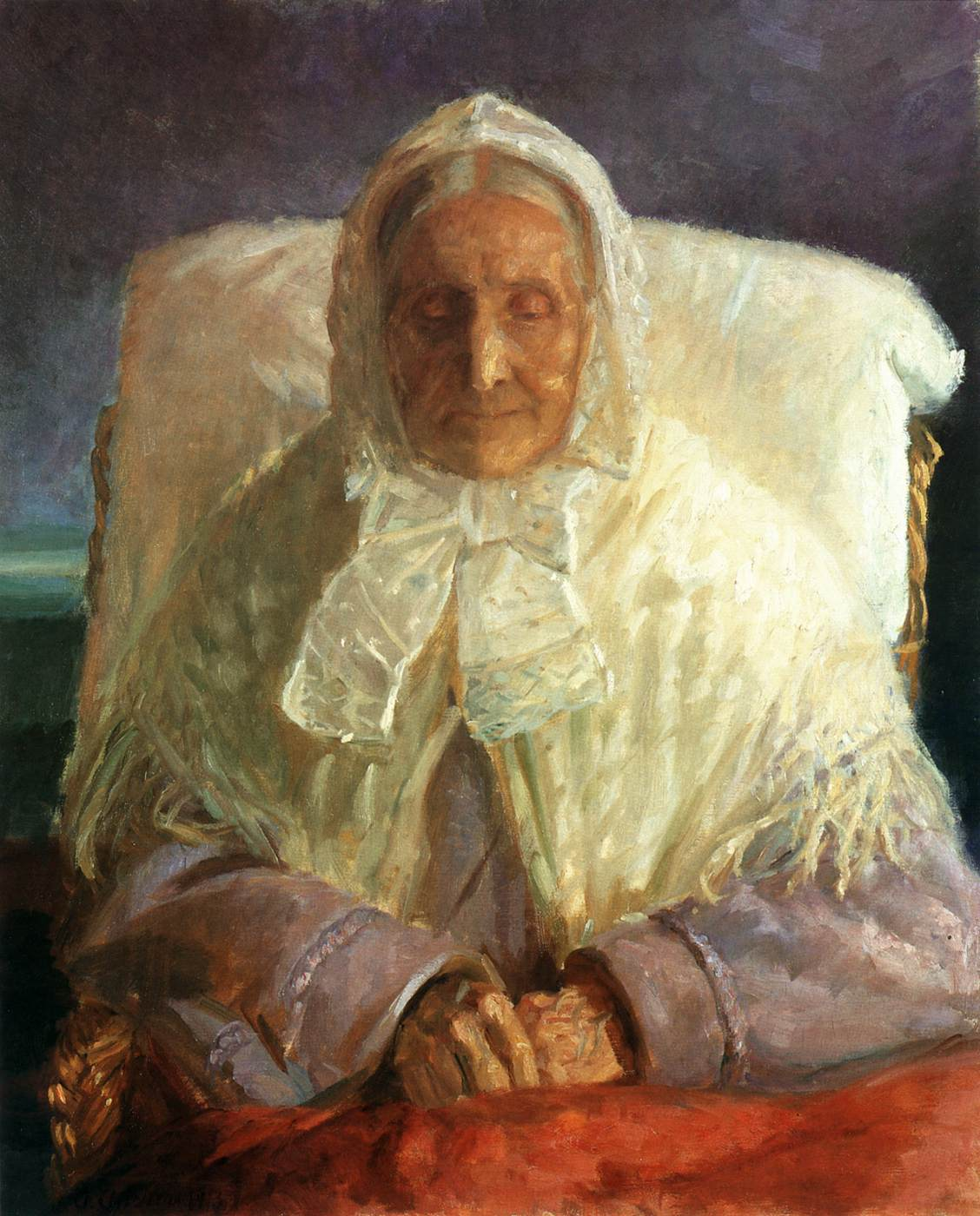
［母の肖像、アネ］1913年
［室内で、編み物をしている画家の娘ヘルガ］1890年